# Volksberg
Volksberg ist eine französische Gemeinde mit 351 Einwohnern (Stand 1. Januar 2021) im Département Bas-Rhin in der Region Grand Est (bis 2015 Elsass).

## Geografie
Volksberg hat eine Fläche von 9,45 Quadratkilometern und ist Teil des Biosphärenreservats Pfälzerwald-Vosges du Nord.

## Geschichte

### Mittelalter
Die Herren von Lichtenberg kauften 1363 die Hälfte des Dorfes von den Herren von Byseck und ordneten ihren Anteil daran dem Amt Ingweiler der Herrschaft Lichtenberg zu. In der Folgezeit wechseln die Angaben über den Umfang des Teils, den die Herren von Lichtenberg hielten. Es kann auch sein, dass dieser zu verschiedenen Zeiten verschieden groß war. So wird angegeben, dass das Dorf ganz zur Herrschaft Lichtenberg gehörte, 1453 dagegen nur zwei Drittel des Dorfes.
1480 verstarb mit Graf Jakob das letzte männliche Mitglied der Familie derer von Lichtenberg, sein Erbe und die Herrschaft wurde geteilt. Das Amt Ingweiler gehörte zu dem Teil des Erbes, der an Zweibrücken-Bitsch fiel.

### Neuzeit
Allerdings kam es 1570 zu einem weiteren Erbfall, bei dem die Grafen von Hanau-Lichtenberg das Amt Ingweiler in Besitz nahmen. Am Ende des 18. Jahrhunderts wird Volksberg nicht mehr als Teil der Grafschaft Hanau-Lichtenberg geführt.
Von 1871 bis zum Ende des Ersten Weltkrieges gehörte Volksberg als Teil des Reichslandes Elsaß-Lothringen zum Deutschen Reich und war dem Kreis Zabern im Bezirk Unterelsaß zugeordnet.

### Bevölkerungsentwicklung
| Jahr      | 1910 | 1962 | 1968 | 1975 | 1982 | 1990 | 1999 | 2007 | 2017 | 2019 |
| Einwohner | 701  | 334  | 368  | 376  | 352  | 368  | 337  | 357  | 354  | 351  |

## Persönlichkeiten
- Adolf Cillien (1893–1960), deutscher Politiker, wurde in Volksberg geboren